# Cleo Campert
Cleo Campert (Amsterdam, 3 augustus 1963) is een Nederlands fotografe. Ze is een dochter van Remco Campert en diens derde vrouw Lucia van de Berg.
Campert is autodidact en leerde het vak verder bij Bob van Dantzig, Erwin Olaf en Rineke Dijkstra. Sinds 1988 werkt ze zelfstandig.